# أرانب قطنية الذيل
أرانب قطنية الذيل أو الأرانب ذات الذيل القطني (الإسم العلمي:Sylvilagus)، هو جنس من الثدييات يتبع فصيلة الأرانب ضمن رتبة الأرنبيات. يحتوي على 17 نوعاً من الأرانب، تستوطن أنواعه في الأمريكيتين، معظم أرانب هذا النوع يتشابه مع أرنب أوروبا البري، وتتميز هذه الأنواع بذيلها القصير القطني.

## الأنواع
- أرنب المستنقع، Sylvilagus aquaticus
- أرنب برازيلي، Sylvilagus brasiliensis
- أرنب زهري، Sylvilagus dicei
- أرنب أوملتيمي، Sylvilagus insonus
- أرنب الأهوار، Sylvilagus palustris
- الأرنب الفنزويلي، Sylvilagus varynaensis
- الأرنب الصحراوي، Sylvilagus audubonii
- أرنب جبال مانزانو، Sylvilagus cognatus
- الأرنب المكسيكي، Sylvilagus cunicularis
- الأرنب الشرقي، Sylvilagus floridanus
- أرنب تريس مارياس، Sylvilagus graysoni
- الأرنب الجبلي، Sylvilagus nuttallii
- أرنب أبالاشي، Sylvilagus obscurus
- أرنب قوي، Sylvilagus robustus
- أرنب إنجلترا الجديدة، Sylvilagus transitionalis
- أرنب الفرشاة، Sylvilagus bachmani
- أرنب الفرشاة سان خوزيه، Sylvilagus mansuetus

## معرض صور

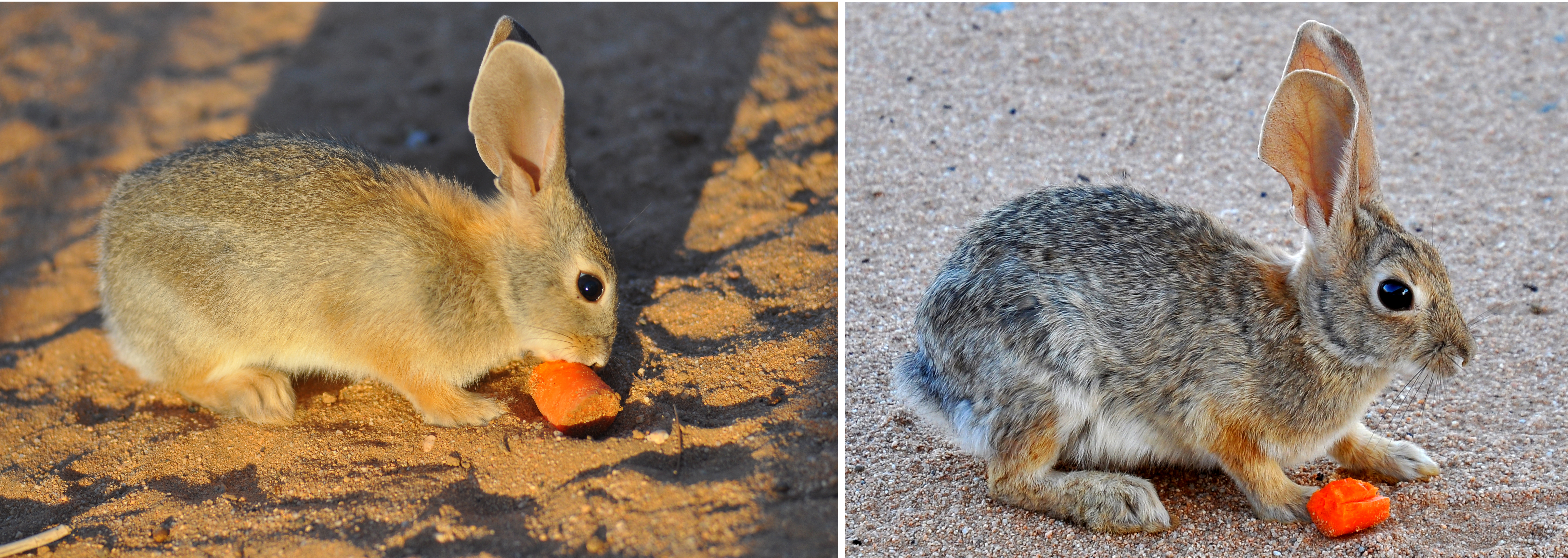
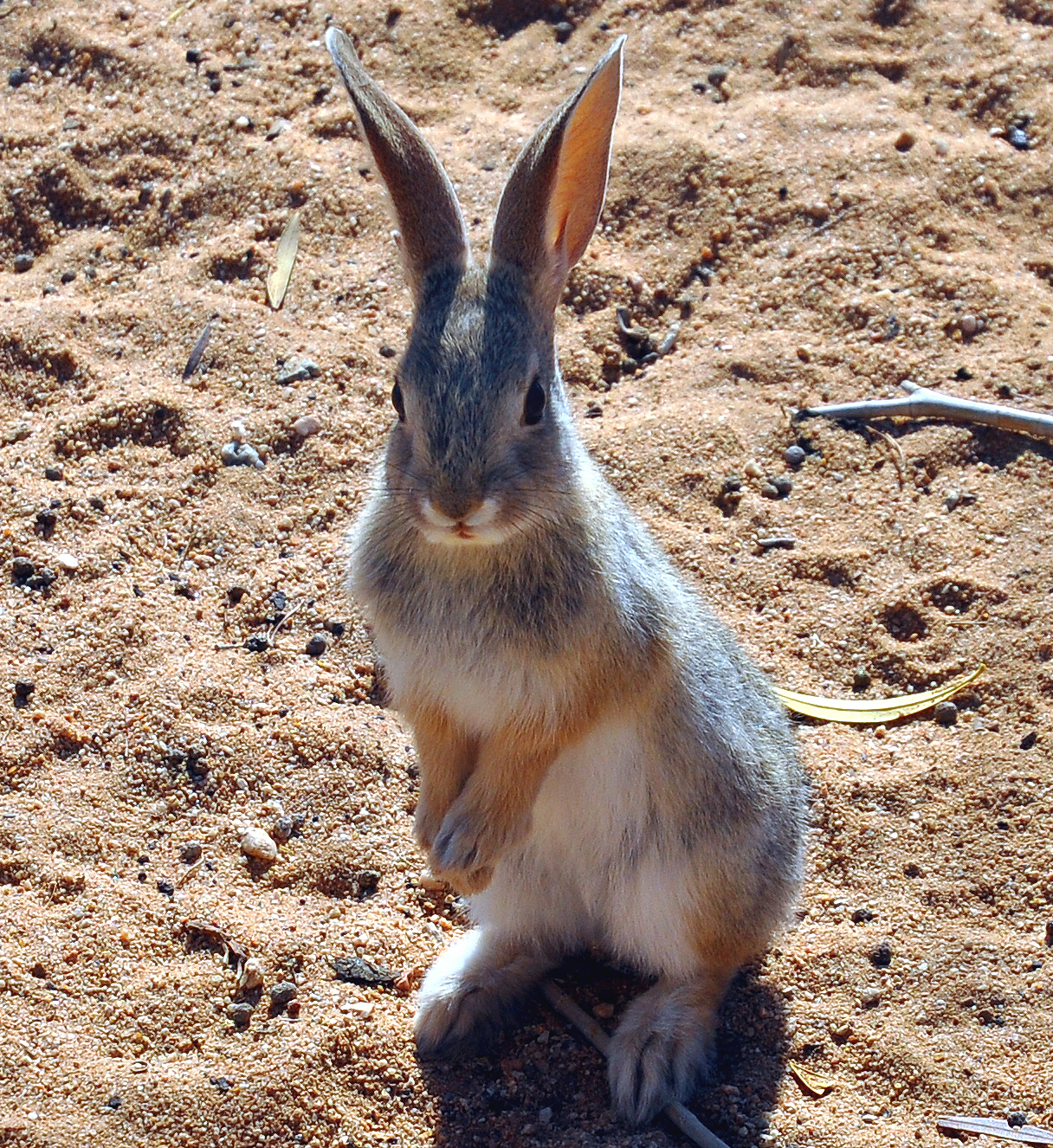
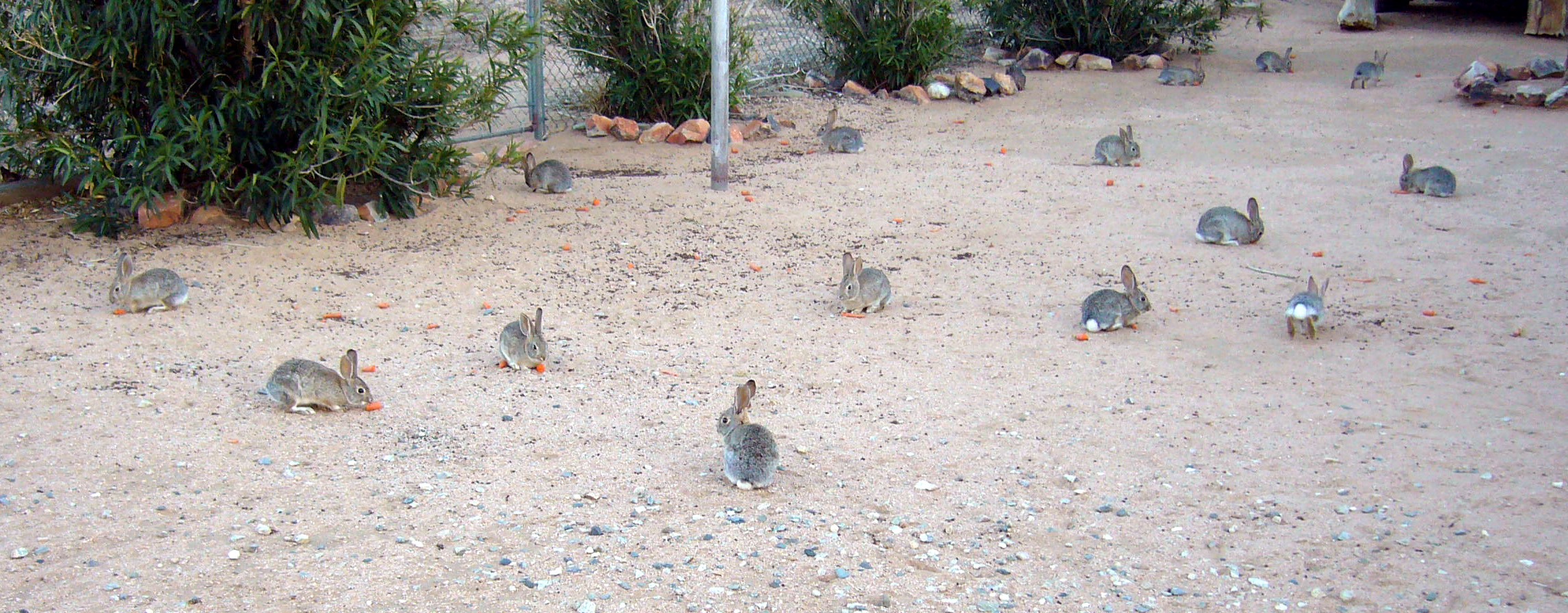